# Palluel
 Palluel  es una población y comuna francesa, en la región de Norte-Paso de Calais, departamento de Paso de Calais, en el distrito de Arras y cantón de Marquion.

## Demografía
| 479 | 508 | 522 | 565 | 525 | 520 |
| Para los censos de 1962 a 1999 la población legal corresponde a la población sin duplicidades (Fuente: INSEE [Consultar]) |     |     |     |     |     |